# 바람이 불 때
바람이 불 때(When The Wind Blows)는 영국에서 제작된 지미 T. 무라카미 감독의 1986년 애니메이션 영화이다. 페기 애쉬크로프트 등이 주연으로 출연하였고 존 코티스 등이 제작에 참여하였다.

## 출연

### 주연
- 페기 애쉬크로프트
- 존 밀스
- 제임스 러셀
- 데이빗 던더스

## 제작진
- 원작자: 레이먼드 브릭스